# Jablonov
Jablonov este un sat și municipiu în Districtul Levoča, Regiunea Prešov, Slovacia. În izvoarele istorice satul a fost amintit pentru întâia oară în 1235.

## Demografie
| An:                | 1994 | 2004    | 2014   | 2024   |
| ------------------ | ---- | ------- | ------ | ------ |
| Număr de persoane: | 882  | 995     | 1004   | 982    |
| Diferență:         |      | +12,81% | +0,90% | −2,19% |

| An:                | 2023 | 2024   |
| ------------------ | ---- | ------ |
| Număr de persoane: | 972  | 982    |
| Diferență:         |      | +1,02% |